# Boks tajski na Halowych Igrzyskach Azjatyckich 2007
Muay thai (boks tajski) na Halowych Igrzyskach Azjatyckich 2007, odbył się w hali Macau East Asian Games Dome w Makau w dniach 29 października – 3 listopada 2007. Startowali tylko mężczyźni. Zawodnicy startowali w 9 kategoriach wagowych. Tabelę medalową z trzema złotymi krążkami wygrali reprezentanci Tajlandii.

## Medaliści
| Kat. wagowa                     |                      |                      |                            |
| ------------------------------- | -------------------- | -------------------- | -------------------------- |
| Waga musza 48–51 kg             | Chan Kai Tik         | Roland Claro         | Artit Mennoi               |
| Waga musza 48–51 kg             | Chan Kai Tik         | Roland Claro         | Albert Kujur               |
| Waga kogucia 51–54 kg           | Supachai Payunhan    | Brent Velasco        | Bounma Vongchampa          |
| Waga kogucia 51–54 kg           | Supachai Payunhan    | Brent Velasco        | Chan Kai Chung             |
| Waga piórkowa 54–57 kg          | Weerapon Kwangkhwang | Abdullo Hudojberdjew | Zaidi Laruan               |
| Waga piórkowa 54–57 kg          | Weerapon Kwangkhwang | Abdullo Hudojberdjew | Lamtakhong Phavanhdy       |
| Waga lekka 57–60 kg             | Sanguan Puntuma      | Zhang Bo             | Naveed Mohammed            |
| Waga lekka 57–60 kg             | Sanguan Puntuma      | Zhang Bo             | Ulziibatiin Enkhbayar      |
| Waga lekkopółśrednia 60–63,5 kg | Ruben Sumido         | Metta Khetnok        | Sengchanh Sivongsa         |
| Waga lekkopółśrednia 60–63,5 kg | Ruben Sumido         | Metta Khetnok        | Mustapha Yaghmour          |
| Waga półśrednia 63.5–67 kg      | Mawłonbek Kahhorow   | Hiroki Ishii         | Jalal Motamedi             |
| Waga półśrednia 63.5–67 kg      | Mawłonbek Kahhorow   | Hiroki Ishii         | Yaser Abusafiyah           |
| Waga lekkośrednia 67–71 kg      | Artur Kadirkułow     | Vahid Roshani        | Magsarjaviin Batjargal     |
| Waga lekkośrednia 67–71 kg      | Artur Kadirkułow     | Vahid Roshani        | Balakrishna Shekhar Shetty |
| Waga średnia 71–75 kg           | Mostafa Abdollahi    | Sandeep Shukla       | Sayyad Al-Rafai            |
| Waga średnia 71–75 kg           | Mostafa Abdollahi    | Sandeep Shukla       | Wael El-Kaissi             |
| Waga półciężka 75–81 kg         | Toshio Matsumoto     | Li Baoming           | Ali Al-Tamari              |
| Waga półciężka 75–81 kg         | Toshio Matsumoto     | Li Baoming           | Mohammed Jabbar            |

## Tabela medalowa
| Poz.    | Państwo    |   |   |    | Łącznie |
| ------- | ---------- | - | - | -- | ------- |
| 1       | Tajlandia  | 3 | 1 | 1  | 5       |
| 2       | Uzbekistan | 2 | 1 | 0  | 3       |
| 3       | Filipiny   | 1 | 2 | 1  | 4       |
| 4       | Iran       | 1 | 1 | 1  | 3       |
| 5       | Japonia    | 1 | 1 | 0  | 2       |
| 6       | Hongkong   | 1 | 0 | 1  | 2       |
| 7       | Chiny      | 0 | 2 | 0  | 2       |
| 8       | Indie      | 0 | 1 | 3  | 4       |
| 9       | Laos       | 0 | 0 | 3  | 3       |
| 10      | Jordania   | 0 | 0 | 2  | 2       |
| 10      | Liban      | 0 | 0 | 2  | 2       |
| 10      | Mongolia   | 0 | 0 | 2  | 2       |
| 13      | Irak       | 0 | 0 | 1  | 1       |
| 13      | Kuwejt     | 0 | 0 | 1  | 1       |
| Łącznie | Łącznie    | 9 | 9 | 18 | 36      |